# Caesar Takeshi
Tomofumi Murata (村田 友文 Murata Tomofumi?) (17 de agosto de 1955) es un kickboxer japonés, más conocido por su nombre artístico Caesar Takeshi. Es fundador del estilo conocido como shootboxing. También destaca por su carrera en el cine, habiendo trabajado especialmente al lado de Takashi Miike.

## Carrera
Murata comenzó a competir en kickboxing desde los 16 años, entrenando en el Nishio Gym de Osaka. Poco después adoptó el nombre de Caesar Takeshi (シーザー武志 Shīzā Takeshi?), y se hizo famoso al ganar el torneo wélter de la Asia Pacific Kickboxing Federation. En 1984 empezó a interesarse por la lucha libre profesional de la época, que empezaba a ser dominada por el llamado shoot wrestling, y entró en contacto con Satoru Sayama, quien le enseñó los rudimentos en su Tiger Gym. Poco después, Sayama le presentó a Karl Gotch, principal entrenador de Universal Wrestling Federation, y Takeshi se unió a ellos por un tiempo. Gracias a estas experiencias tuvo la idea de integrar técnicas de shoot en el kickboxing, con lo que fundó una promoción llamada Shoot Boxing, que con el tiempo pasó a convertirse en este deporte. Durante este tiempo, tuvo intercambios de trabajo con algunas empresas de artes marciales mixtas.

## Campeonatos y logros
- Asia Pacific Kickboxing Federation
  - APKF Welterweight Championship (1 vez)
  - APKF Middleweight Championship (1 vez)

- Japan Shootboxing Association
  - JSBA Hawkweight Championship (1986)

- World Shootboxing Association
  - WSBA Hawkweight Championship (1988)

## Filmografía
| Título                                        | Papel          | Año  |
| Tekken                                        | Minoru Hiraoka | 1990 |
| Ote                                           | Onitsume       | 1991 |
| Kamikaze Takushi                              | Yakuza         | 1995 |
| Shinjuku Triad Society                        | Karino         | 1995 |
| New Third Yakuza: Outbreak Kansai Yakuza Wars | Hazama         | 1996 |
| The Way to Fight                              |                | 1996 |
| Fudoh: The New Generation                     | Akihiro Gondo  | 1996 |
| Full Metal Yakuza                             | Tosa           | 1997 |
| Young Thugs: Innocent Blood                   | Dueño del bar  | 1997 |
| Young Thugs: Nostalgia                        | Tío de Riichi  | 1998 |
| Ley Lines                                     |                | 1999 |
| Izo                                           | Samurai        | 2004 |